# Leucania diatrecta
Leucania diatrecta là một loài bướm đêm trong họ Noctuidae.

## Hình ảnh

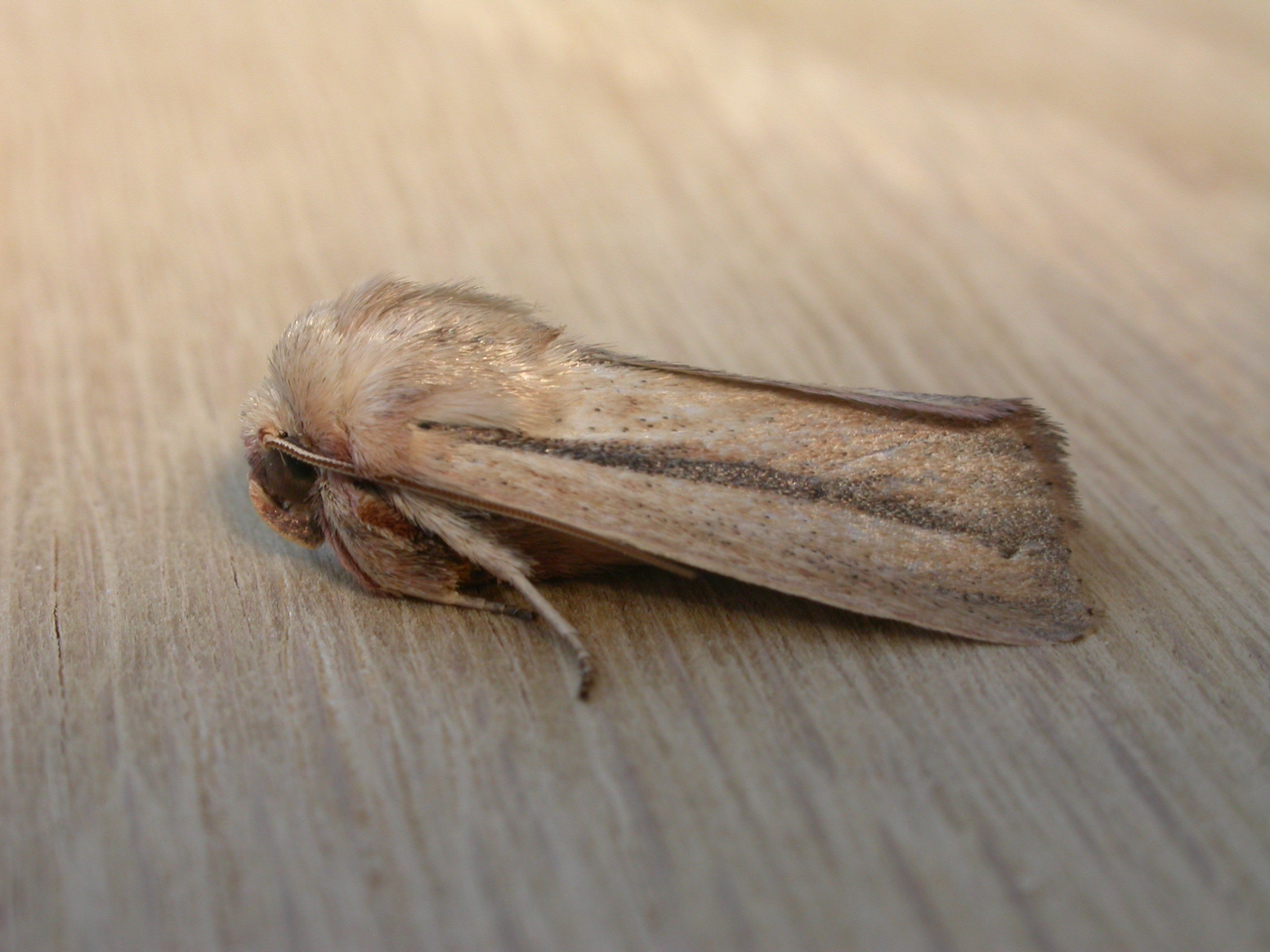